# Wang Qishan

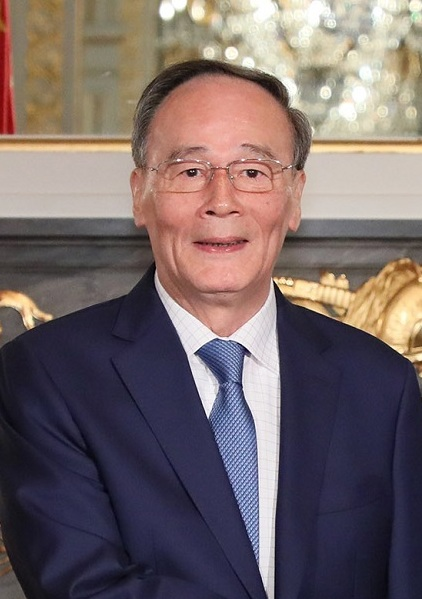
Wang Qishan im Oktober 2019

Wang Qishan (chinesisch 王岐山, Pinyin Wáng Qíshān; * Juli 1948 in Tianzhen, Shanxi) ist ein chinesischer kommunistischer Politiker und seit März 2018 Vizepräsident der VR China.

## Werdegang
Nach Tätigkeiten als Direktor der China Construction Bank 1994 bis 1997 und in den Provinzen Guangdong und Hainan war Wang Qishan von April 2003 bis November 2007 Bürgermeister der Stadt Peking. Wang ist seit 2007 Mitglied des Politbüros der Kommunistischen Partei Chinas und seit 2008 als Vize-Premierminister Mitglied des Staatsrates der Volksrepublik China. Seit November 2012 war er Mitglied des Ständigen Ausschusses des Politbüros. Seit 2012 war er ebenfalls Sekretär (Leiter) der Zentralen Disziplinarkommission der KPCh. Im Oktober 2017 musste er altershalber beide Positionen aufgeben.
Im März 2018 wurde er zum Vizepräsidenten der VR China gewählt.